# Women's World Award

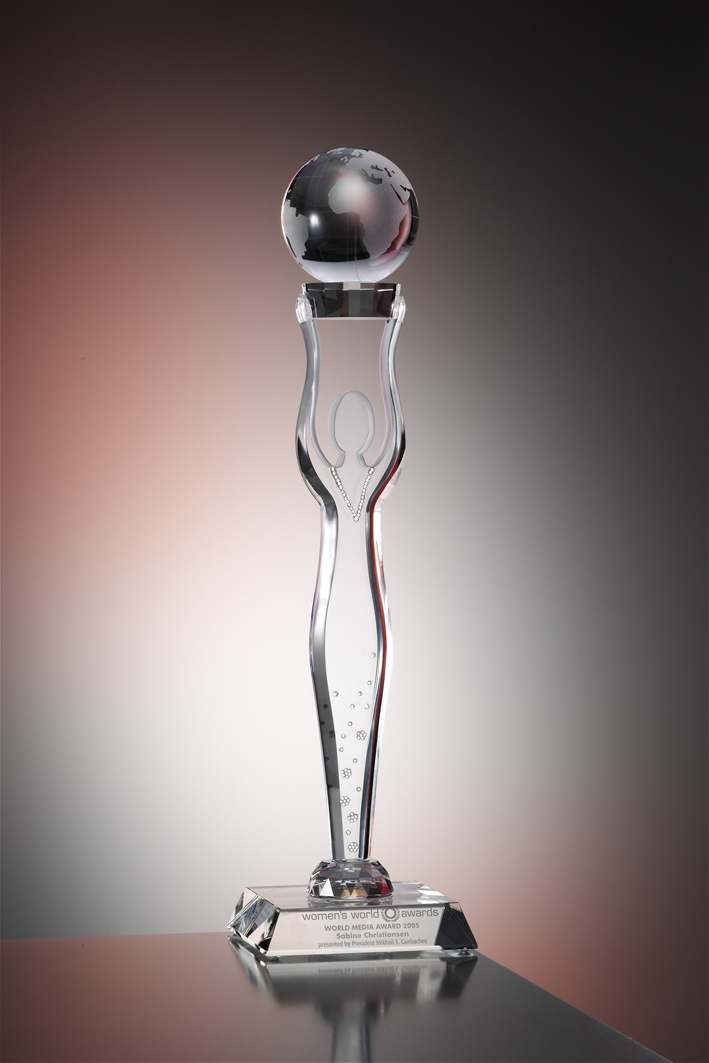
Women's World Award.

Il Women's World Award (in italiano Premio della donna nel mondo) è un premio promosso dall'organizzazione World Awards, guidato da Michail Gorbačëv, e destinato alle donne che hanno influenzato il mondo con il loro lavoro e la loro immagine in settori quali la società in generale o la politica. La manifestazione è stata istituita dal 2004. Il premio consta in una statuetta di cristallo avente la forma di una silhouette femminile.

## Premiazioni

### 2004
La prima edizione del Women's World Award si è svolta il 9 giugno del 2004 ad Amburgo in Germania ed ha premiato, nelle differenti categorie:
- World Achievement Award: Bianca Jagger
- World Actress Award: Diane Kruger
- World Artist Award for Lifetime Achievement: Whitney Houston e Dionne Warwick
- World Artists Award: Nena
- World Arts Award: Cher
- World Business Award: Katarina Witt
- World Charity Award: Ute-Henriette Ohoven (Henriette Ohoven)
- World Connection Award: Valentina Vladimirowna Tereškova
- World Entertainment Award: Oprah Winfrey
- World Fashion Award: Vivienne Westwood
- World Fashion Icon Award: Naomi Campbell
- World Media Award: Christiane Amanpour
- World Social Award: Waris Dirie
- World Style Award: Nadja Auermann
- World Tolerance Award: Iris Berben
- Women of the Year: Agnes Wessalowski

### 2005
La seconda edizione, svoltasi a Lipsia in Germania il 29 novembre 2005 ha insignito della statuetta della W.W.A, nelle varie categorie:
- World Achievement Award: Alison Lapper
- World Actress Award: Teri Hatcher
- World Artist Award for Lifetime Achievement: Catherine Deneuve
- World Arts Award: Lisa Stansfield
- World Fashion Award: Donatella Versace
- World Fashion Icon Award: Linda Evangelista
- World Media Award: Sabine Christiansen
- World Social Award: Sarah Ferguson
- World Tolerance Award: Benazir Bhutto
- Women of the Year: Margarete Gehring in rappresentanza di 5500 madri del progetto umanitario SOS Children's Villages

### 2006
La terza edizione si è svolta il 14 ottobre 2006 a New York ed ha visto premiate, nelle varie categorie:
- World Achievement Award: Shana Dale
- World Charity Award: Sharon Stone
- World Entertainment Award: Whoopi Goldberg
- World Hope Award: Stella Deetjen
- World Lifetime Achievement Award: Susan Sarandon
- World Social Award: Lucy Liu
- World Style Award: Claudia Schiffer
- World Tolerance Award: Noor di Giordania
- World Artist Award: Mary J. Blige

### 2008
Il 2008 è stato un anno di transizione per la manifestazione che comunque ha voluto premiare la categoria Donna dell'Anno. Il premio è stato ritirato a Londra.
- Woman of the Year: Íngrid Betancourt

### 2009
La quarta edizione del Women's World Award si è svolta il 5 marzo 2009 a Vienna, Austria ed ha visto vincitrici, nelle varie categorie:
- World Achievement Award: Betty Williams
- World Actress Award: Monica Bellucci
- World Entertainment Award: Kelly Clarkson
- World Hope Award: Nujood Ali
- World Lifetime Achievement Award: Marianne Faithfull
- World Fashion Award: Angela Missioni
- World Business Award: Marilyn Carlson Nelson
- World Artist Award: Anastacia
- World Tolerance Award: Claudia Cardinale
- World Social Award: Esther Mujawayo